# فهرست دانمارکی‌های برنده جایزه نوبل
دانمارکی‌ها تاکنون ۱۳ جایزهٔ نوبل را کسب کرده‌اند.

## برندگان
| #       | سال  | نام                                  | جایزه  |
| ------- | ---- | ------------------------------------ | ------ |
| ۱       | ۱۹۰۳ | نیلز ریبرگ فینسن                     | پزشکی  |
| ۲       | ۱۹۰۸ | فردریک بایر                          | صلح    |
| ۳ & ۴   | ۱۹۱۷ | کارل آدولف گیلروپ و هنریک پونتوپیدان | ادبیات |
| ۵       | ۱۹۲۰ | شاک کروگ                             | پزشکی  |
| ۶       | ۱۹۲۲ | نیلز بور                             | فیزیک  |
| ۷       | ۱۹۲۶ | ژوهانس فیبیگر                        | پزشکی  |
| ۸       | ۱۹۴۳ | هنریک کارل پیتر دام                  | پزشکی  |
| ۹       | ۱۹۴۴ | یوهانس ویلهلم ینسن                   | ادبیات |
| ۱۰ & ۱۱ | ۱۹۷۵ | آگه بوهر و بن روی ماتلسن             | فیزیک  |
| ۱۲      | ۱۹۸۴ | نیل کای یرنه                         | پزشکی  |
| ۱۳      | ۱۹۹۷ | جینس اسکو                            | شیمی   |